# Гидрогеодинамика
Гидрогеодинамика — раздел гидрогеологии, изучающий основные закономерности динамики подземных вод в условиях фильтрации сквозь горные породы. Гидрогеодинамика позволяет прогнозировать баланс и качественный состав подземных вод в естественных условиях и в результате хозяйственной деятельности человека. Методы гидрогеодинамики используются при подготовке строительства промышленных объектов, в нефте- и газодобыче и других областях деятельности.